# Eggheads
Eggheads is een televisiequiz, die op weekdagen wordt uitgezonden door de BBC. In de quiz spelen twee teams van vijf personen. Eén team is een vast team bestaande uit vijf van de beste quizspelers van het Verenigd Koninkrijk, genaamd de Eggheads. Dit team wordt elke aflevering uitgedaagd door een ander team. De show werd sinds de start in november 2003 gepresenteerd door BBC-nieuwslezer Dermot Murnaghan. Sinds 2008 was de presentatie ook regelmatig in handen van Jeremy Vine, die vanaf het begin van serie 16 in februari 2015 de show nog alleen presenteert.

## Format
De quiz bestaat uit vijf ronden. In de eerste vier ronden wordt er elke keer een onderwerp (uit een groep van negen mogelijke onderwerpen) gegeven, waarna de uitdagers zowel uit hun eigen team als uit het team van de Eggheads een speler kiezen die die ronde speelt. Dezelfde speler mag niet twee keer gekozen worden. Elk van deze twee spelers krijgt drie meerkeuzevragen met elk drie opties. Als dat geen winnaar oplevert, wordt er 'sudden death' gespeeld, waarbij de spelers open vragen moeten beantwoorden totdat een van beiden zegeviert. De mogelijke onderwerpen zijn eten en drinken, film & tv, geschiedenis, geografie, kunst & boeken, muziek, politiek, sport, en wetenschap. De rubrieken film & tv en muziek zijn eind 2008 geïntroduceerd door het onderwerp entertainment op te splitsen.
In de vijfde ronde wordt er met beide teams (dus niet per uitdager) gespeeld; de spelers die hun eigen ronde verloren mogen daaraan niet meedoen. Van elk team zijn er dus minimaal een, maximaal vijf spelers over. Deze mogen overleggen om te spelen in een ronde vergelijkbaar met de eerste 4, maar nu altijd op het onderwerp algemene kennis.
Het team dat de vijfde ronde wint, geldt als winnaar van de quiz. Als de uitdagers winnen, ligt er een prijs van 1000 pond per uitzending klaar. Dat bedrag wordt elke keer dat de uitdagers niet winnen, doorgeschoven naar de volgende uitzending, en op die manier telt het te winnen bedrag telkens op. In september 2007 werden de Eggheads verslagen na een recordserie van 74 overwinningen, en kregen de winnaars dus 75.000 pond uitgekeerd.
Incidenteel zijn er korte series van teams van beroemdheden onder de noemer Celebrity Eggheads, met een eigen prijzenfonds dat bij winst of na het einde van de serie naar een goed doel gaat.

## "Eggheads" en spin-offs
Sinds het begin van de show bestond het vaste team Eggheads uit meervoudig wereld- en Europees kampioen quizzen Kevin Ashman, CJ de Mooi, Daphne Fowler, International Mastermind Champion Christopher Hughes en Judith Keppel. In 2008 startten de voorronden van spin-off Are You an Egghead? om een zesde Egghead te vinden, waarbij uiteindelijk Barry Simmons de sterkste bleek. De zevende Egghead, Pat Gibson, won de voorronden in 2009. Sinds 2 december 2008 waren er dus zes Eggheads, en sinds 7 december 2009 zeven, waaruit een team van vijf spelers in wisselende samenstelling het opneemt tegen de uitdagers. 
In september 2012 werd CJ de Mooi vervangen door David Rainford, twee keer deelnemer aan Are You An Egghead, en in mei 2014 kwam CJ de Mooi terug in plaats van Daphne Fowler. In oktober 2014 begon Lisa Thiel als achtste Egghead. CJ de Mooi stopte definitief in juni 2016. Daarna startte in augustus 2016 een nieuwe spin-off Make Me an Egghead met als doel om nog twee Eggheads, een man en een vrouw, te vinden als aanvulling op het bestaande team van zeven. Steve Cooke en Beth Webster wonnen en spelen sinds september 2016 mee in het team van negen Eggheads.
Een derde spin-off Revenge of the Egghead werd gedurende zes weken in 2014 uitgezonden. De Egghead in deze show was CJ de Mooi. Lisa Thiel was deelnemer van een winnend team in deze show voordat ze zelf een Egghead werd.

## Trivia
- Enkele bekende namen namen deel aan de quiz, onder wie Glen Durrant, Keegan Brown en Kirk Bevins.[1][2][3]